# Rond de sorcières
Ne doit pas être confondu avec le cercle de fées (végétal) d'Afrique.

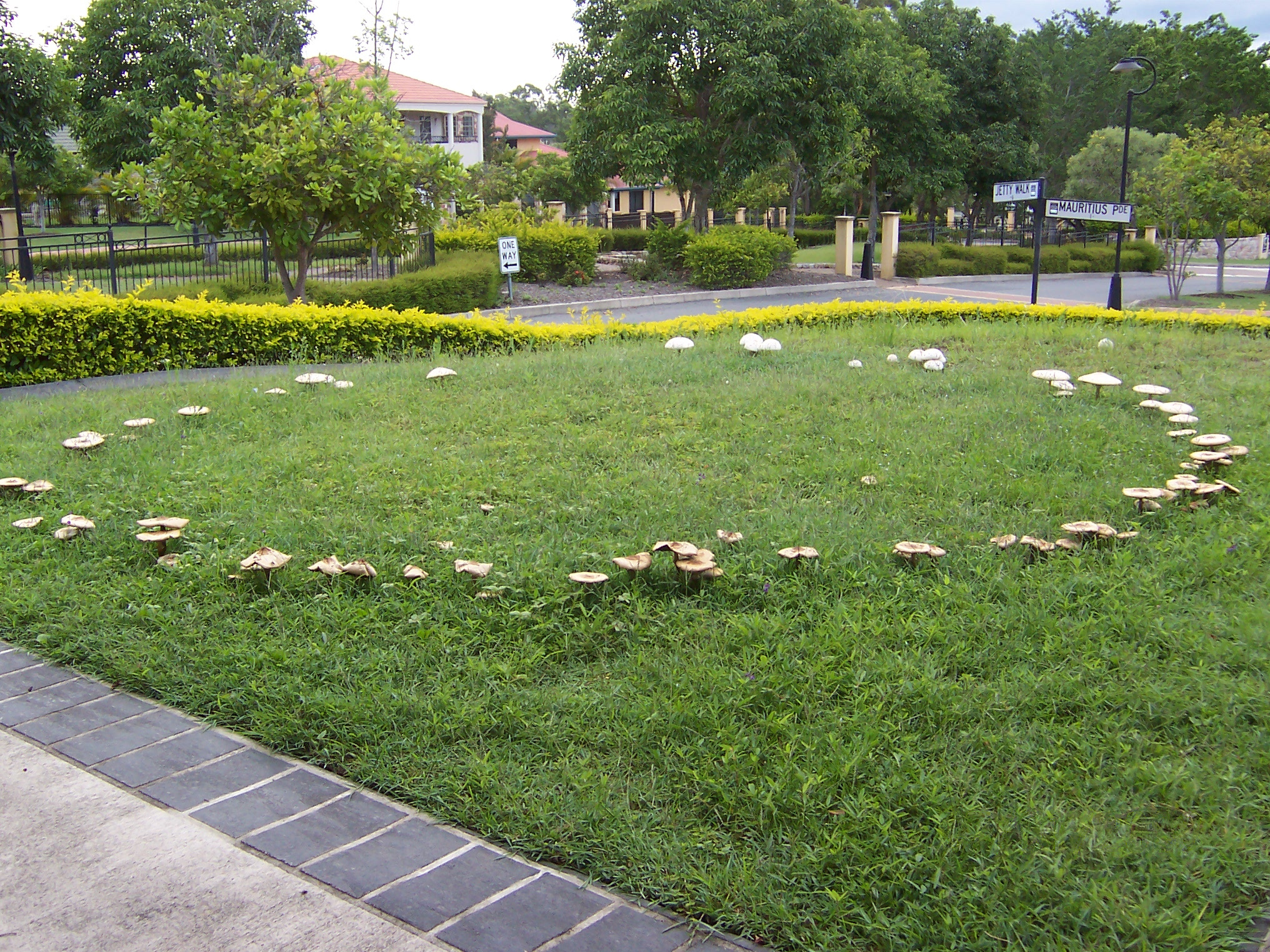
Rond de sorcières ou cercle des fées, dans une banlieue de Forest Lake au sud de Brisbane.

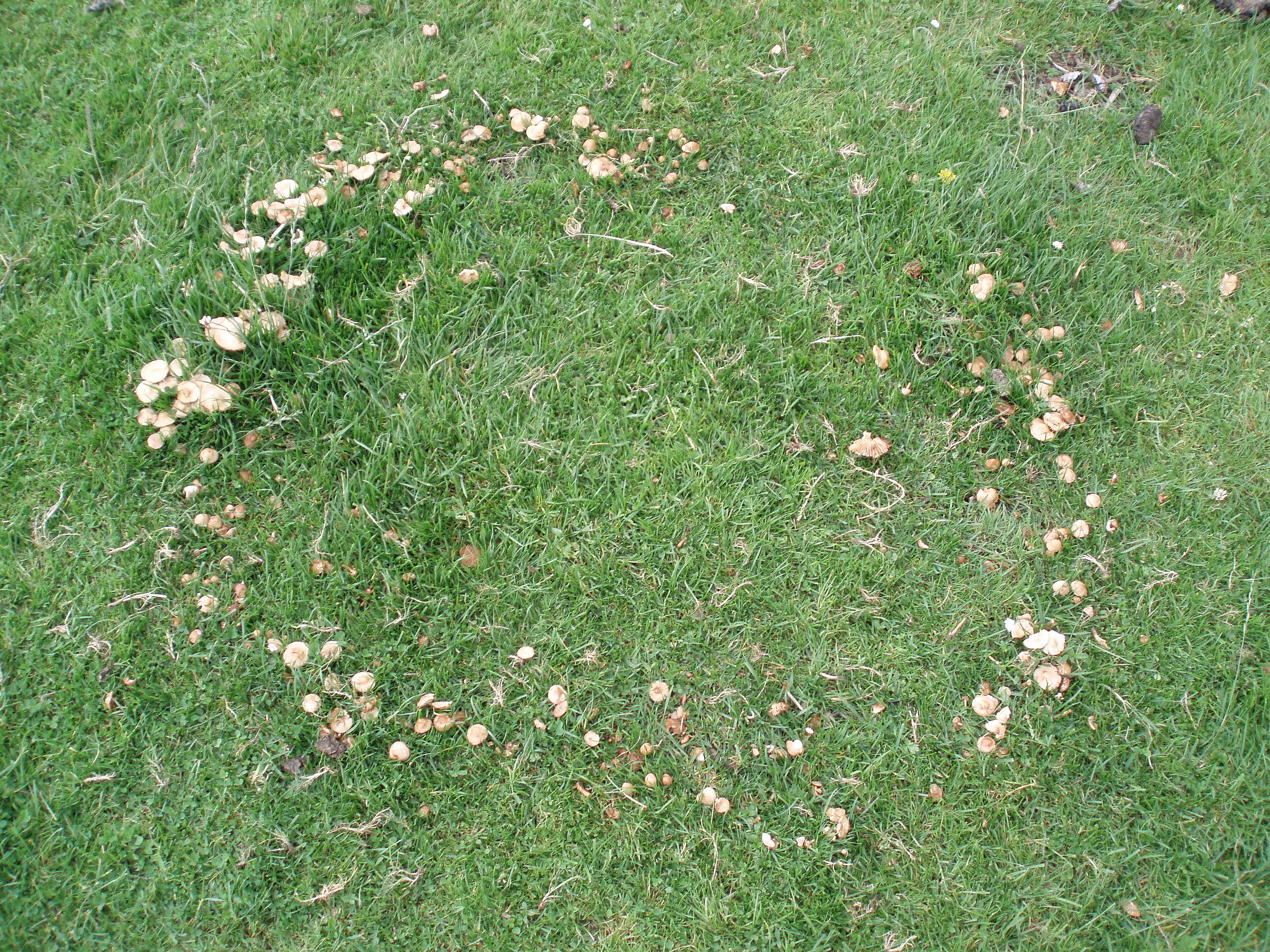
Rond de sorcières à Willeskop.

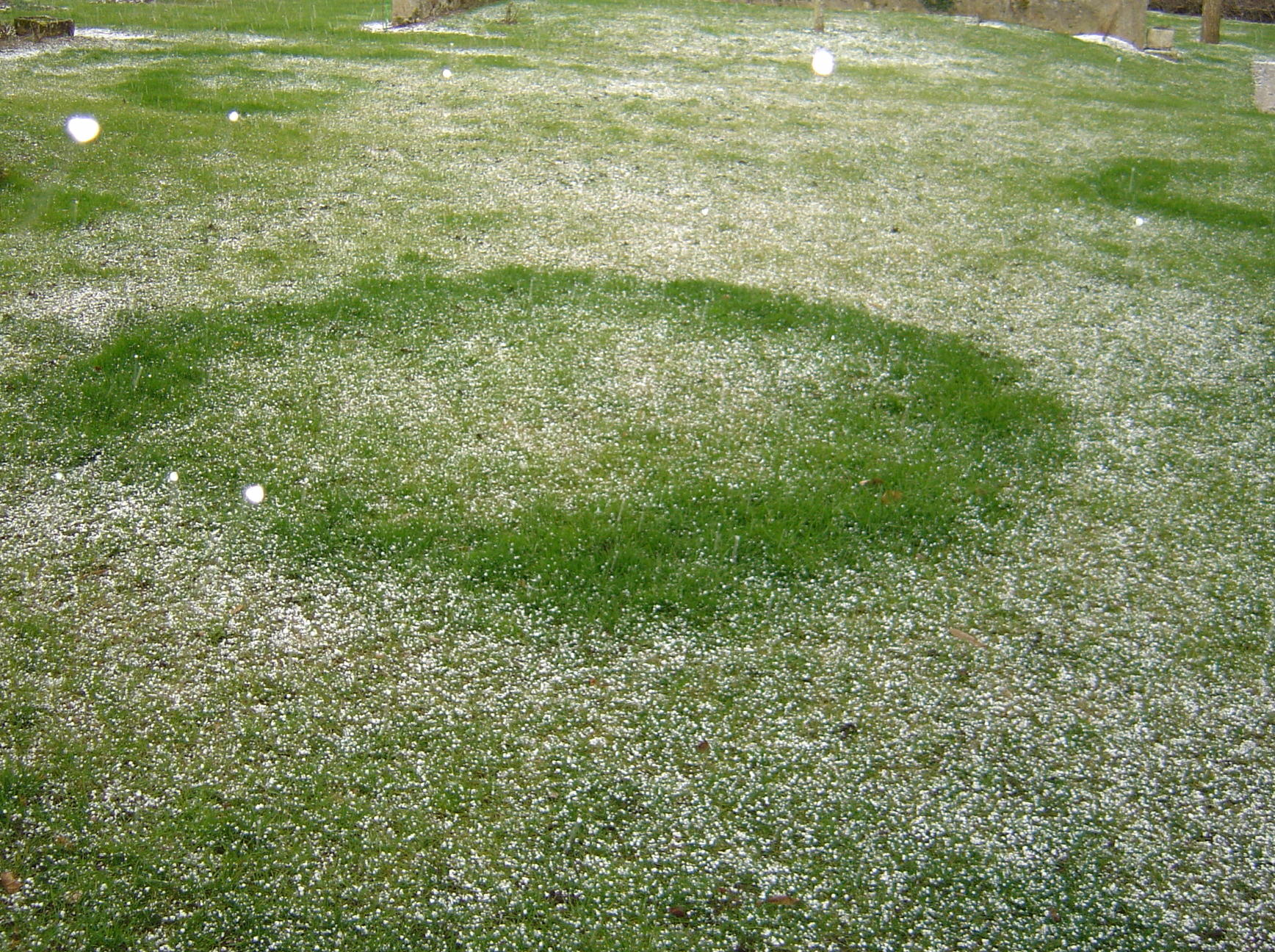
Cercles de fées multiples révélés par les anneaux d'herbe plus luxuriante et qui prend une teinte plus foncée.

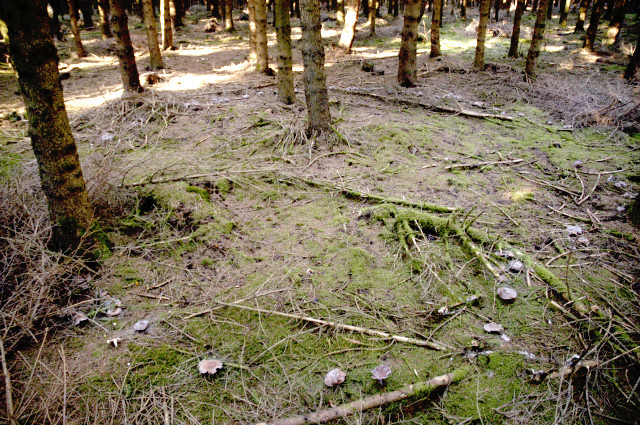
Rond de sorcières de pieds bleus.

Les « mycéliums annulaires » ou « ronds de sorcières »  (« ronds de champignons, cercles des fées, ronds de farfadets ») sont des formations annulaires de nombreux mycéliums pérennants de champignons supérieurs. Il s'agit d'un phénomène naturel, consistant en une colonie de sporophores disposés en formation plus ou moins circulaire, visibles toute l'année dans les prés même après la disparition des sporophores, grâce à la trace annulaire plus verte laissée par le mycélium de l'année précédente se traduisant par le verdissement anormal de l'herbe, laquelle n'est jamais broutée par les moutons. Ceux des forêts ne sont observables qu'au moment de la fructification, ou parfois plus tôt, quand les nouveaux filaments mycéliens affleurent à la surface du sol.
Les véritables ronds de sorcières voient leur rayon croître en moyenne de 5 à 40 cm par an, le record étant atteint par Catathelasma imperiale qui accroit son rayon d'un mètre par an. La fréquence de ces « bonds », chaque année, varie selon l'espèce considérée. La mesure de cette croissance radiale permet d'estimer approximativement l'âge du mycélium.

## Description
Tous les Hygrophores des sous-genres Limacium et Camarophyllus, la plupart des Psalliotes et des Hébélomes, la majorité des Tricholomes et des Clitocybes, beaucoup de Cortinaires et de rares Amanites peuvent produire ce type de formation plus ou moins circulaire (cercles fermés ou  arcs interrompus lorsque les champignons rencontrent un obstacle qui est souvent à l'origine du fameux « coin à champignons »). Les plus typiques sont celles produites par le Tricholome de la Saint-Georges, le Marasme des Oréades et le Clitocybe géotrope,.
La couverture herbeuse dépérit fréquemment sur cette zone dénudée où apparaissent plus tard, en saison, les nouveaux champignons. L'intérieur du cercle se distingue par une végétation maladive, alors qu'à l'emplacement du cercle de l'année précédente, l'herbe forme un anneau luxuriant d'un vert foncé. Ces cercles sont ainsi repérables avant l'apparition des champignons sur leur pourtour.
Georges Becker signale deux types de faux cercles :
- celui dont un arbre est le centre, et où l'extension du mycélium ne fait que suivre la croissance centrifuge des radicelles périphériques[7]: Hygrophore de l'office, H. niveus, Tricholoma equestre, Tricholome prétentieux (T. portentosum )

- et le cas des ronds qui apparaissent spontanément tout formés et ne progressent pas[6],[8],.

Le principe est que plus un mycélium est vigoureux, plus il stérilise le sol sur son passage pour la même espèce. L'herbe dépérit, car elle est en partie attaquée par le mycélium, qui possède en outre la capacité de métaboliser l'azote de l'air pour fabriquer des nitrites en trop grande concentration qui deviennent mortels pour les phanérogames.
Dans les immenses prairies des États-Unis et du Canada, certains spécimens atteignent plus d'un kilomètre de diamètre, et Becker a repéré, près de Belfort, un rond de sorcières d'environ 600 mètres produit par un seul spécimen de Leucopaxille gigantesque. Ils sont plus faciles à repérer depuis une hauteur ou à bord d'un avion. Leur âge est estimé à plusieurs centaines d'années. Les cercles d'une dizaine d'années sont les plus courants, mais les ronds de sorcières de plus d'un siècle ne sont pas rares. Celui de Belfort cité plus haut est ainsi estimé à plus de 700 ans et semblent aussi prolifiques qu'au premier jour ; Victor Piane a compté plus de 700 exemplaires de Pieds bleus (Lepista nuda) dans un cercle d'une cinquantaine de mètres de rayon.

## Explication chimique

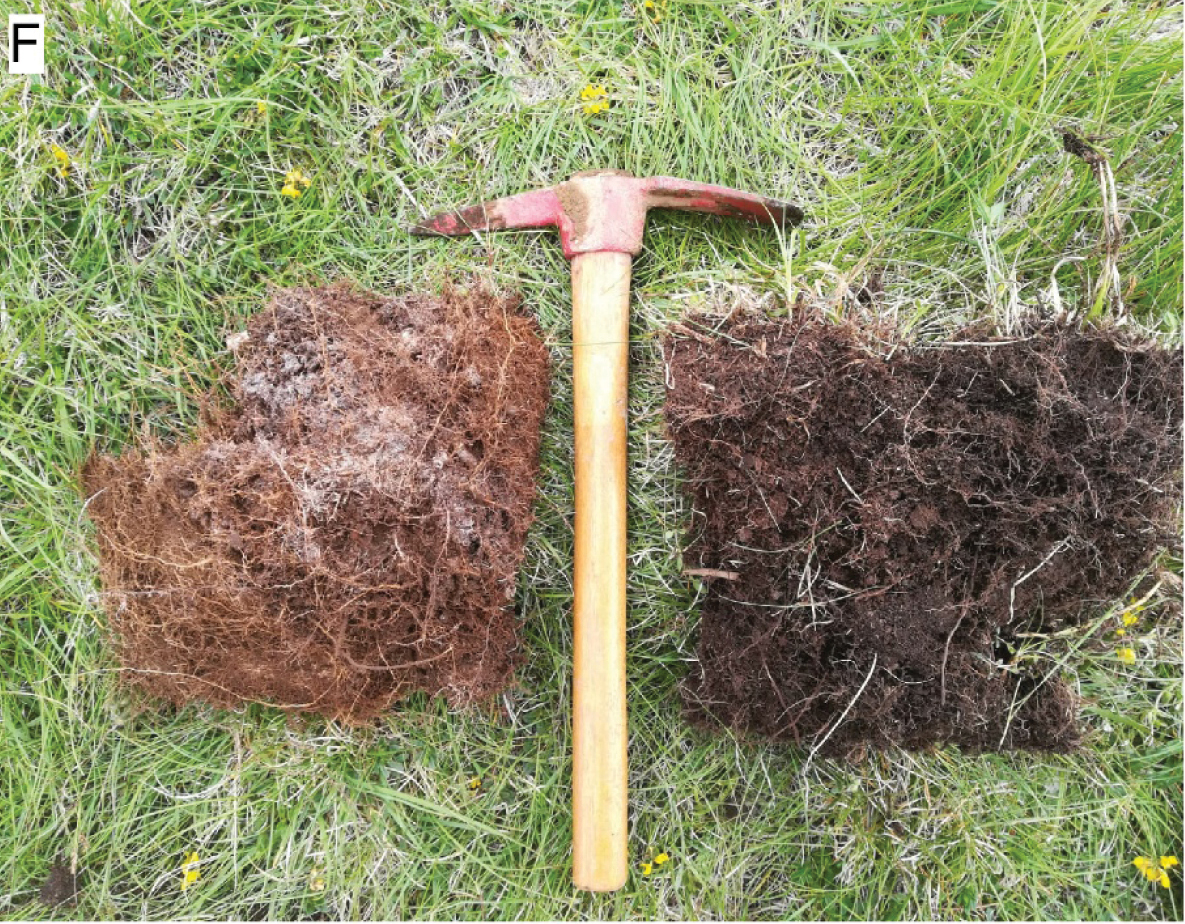
Différences de la composition du sol entre le cercle d'un rond de sorcière de Calocybe gambosa (à gauche) et sa partie intérieure (à droite) (Campanie, Italie).

Selon Henri Romagnesi, ces formations circulaires apparaissent surtout dans les sols qui apportent des substances nutritives de manière uniforme (donc plus généralement sur les pelouses que dans les forêts). Elles ont pour origine une unique spore qui germe puis émet du mycélium diffus dans toutes les directions, à une vitesse de croissance sensiblement égale, d'où le front de croissance circulaire. Quand les ressources du sol sont épuisées, le mycélium colonise une nouvelle bande de terrain. Il s'ensuit au cours des ans une progression de la colonie en un cercle de plusieurs dizaines de mètres de diamètre, voire plusieurs centaines de mètres pour les plus anciens.
Cette croissance centrifuge accélérée et vigoureuse provient des facteurs de croissance (composés issus la décomposition de la matière organique, gibbérellines) fournis par le mycélium fongique, des enzymes extracellulaires fongiques (phosphatase, phytase, protéases) qui rendent les minéraux facilement assimilables (la minéralisation du phosphore, de l'azote et du soufre se fait, respectivement, sous forme de phosphate, d'ammonium et de sulfate),.
La variation de couleur de l'herbe et du comportement de la végétation est issue de deux phénomènes :
- Le dépérissement s'explique par l'épuisement des substances nutritives du sol au profit du mycélium ou la production de toxines sécrétés par ce dernier, notamment une quantité excessive de nitrates et de substances antibiotiques.
- M. Molliard[15] explique la formation d'un anneau de végétation luxuriante par les mêmes nitrates (sels ammoniacaux) qui, dilués par les pluies et atteignant un taux comparable à celui des engrais horticoles, perdent leur nocivité et favorisent la croissance de la végétation[16].

## Folklore

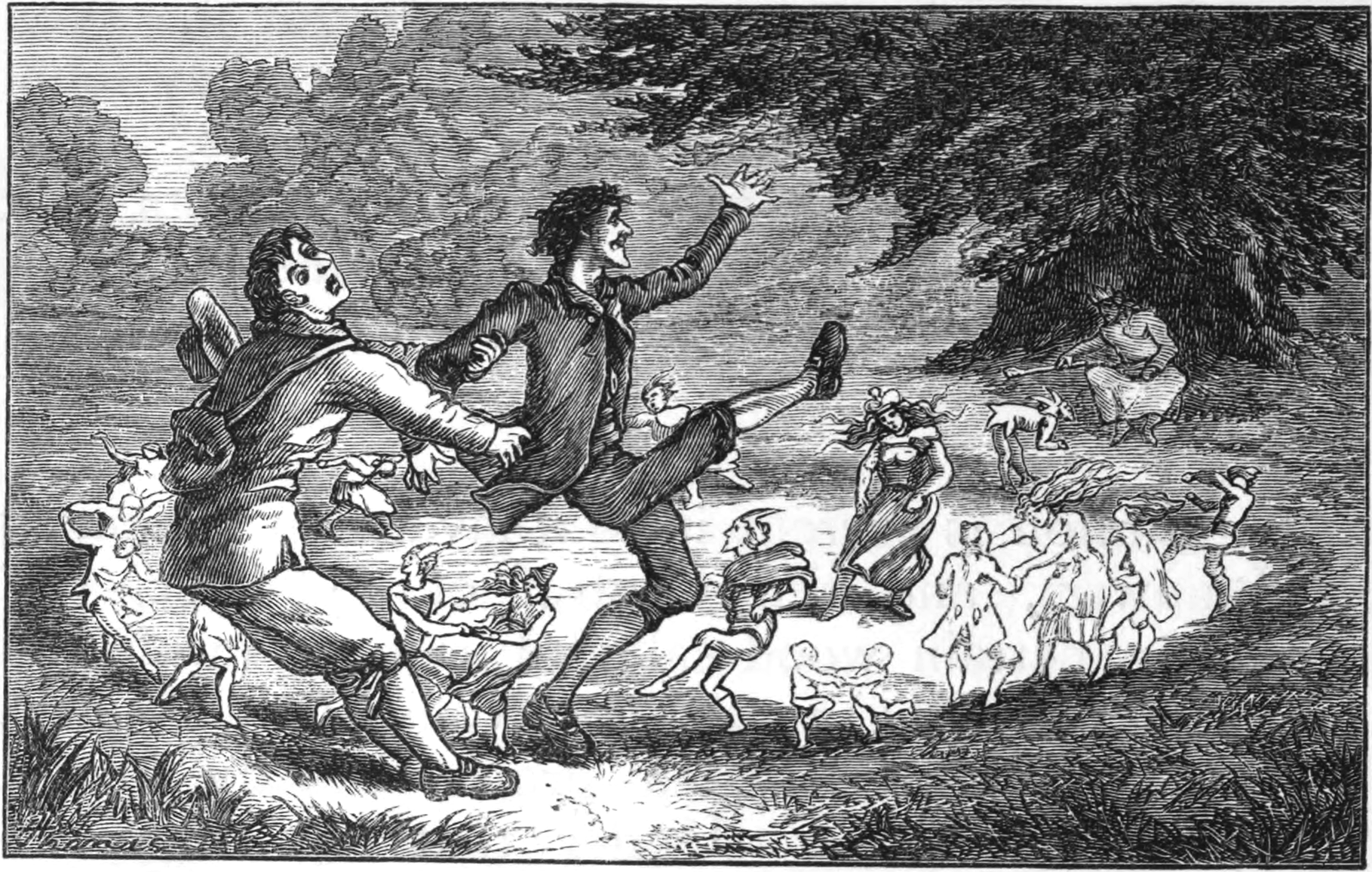
Illustration du livre de en (1880). Un homme sauve son ami de l'emprise de créatures folkloriques.

Ces cercles de champignons et surtout la trace du mycélium annulaire colorant le cercle en vert plus intense ont donné naissance à de nombreuses et anciennes légendes et superstitions pour tenter de les expliquer : nymphes et dryades, elfes et gnomes en seraient les responsables. Au Moyen Âge, les hommes y voyaient la trace de la « danse ou ronde des sorcières pour évoquer le démon » pendant leur "sabbat" les soirs de pleine lune, ou encore celle des fées, celle de génies nocturnes tels que les korrigans et farfadets, et finalement la main du diable. Une légende veut que les jeunes qui entraient dans le cercle pendant la danse des fées, risquaient de ne plus pouvoir en sortir ou être emmenés dans le royaume des fées (en). Une autre superstition veut qu'en se plaçant au centre à la pleine lune et en émettant un vœu, son souhait soit exaucé.
Rond de sorcières ou cercle des fées, les deux expressions illustrent l'ambivalence que suscitent les champignons : la société mycophobe britannique devient mycophile à l'époque victorienne, particulièrement les artistes et leurs mécènes fascinés par les champignons, désormais associés non plus aux sorcières, mais aux fées

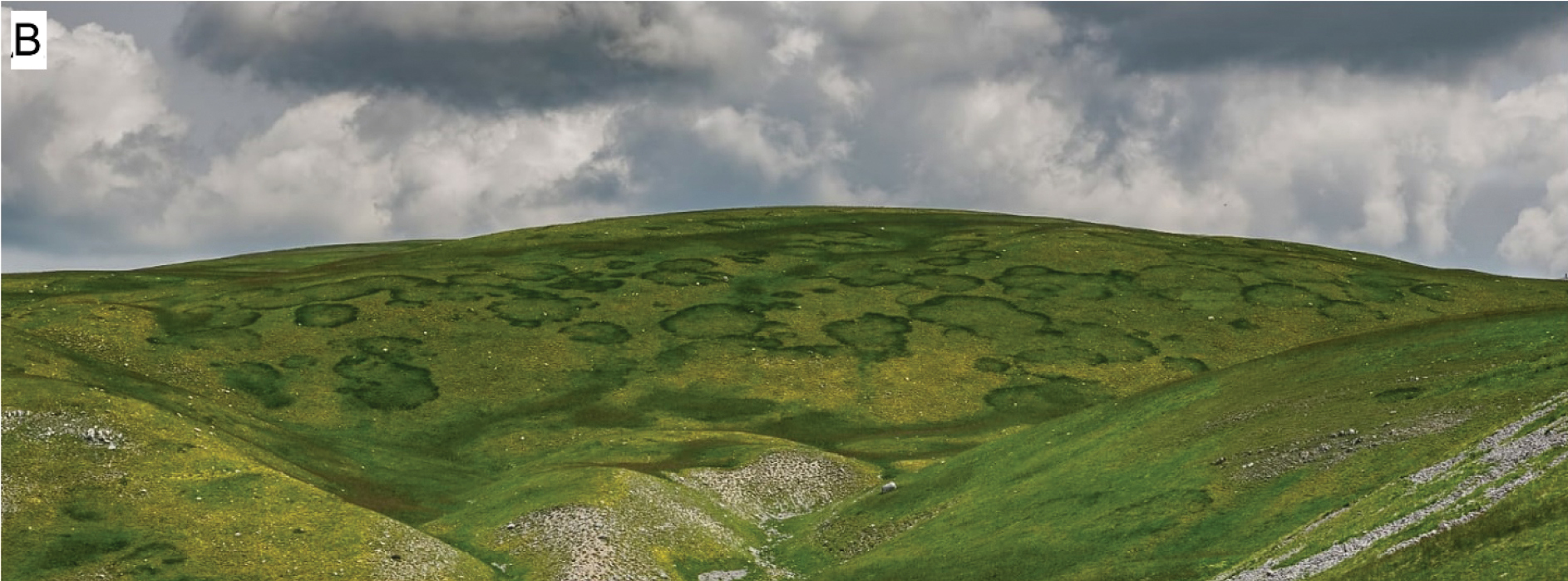
Ronds de sorcières dus à Agaricus crocodilinus (Abruzzes, Italie).
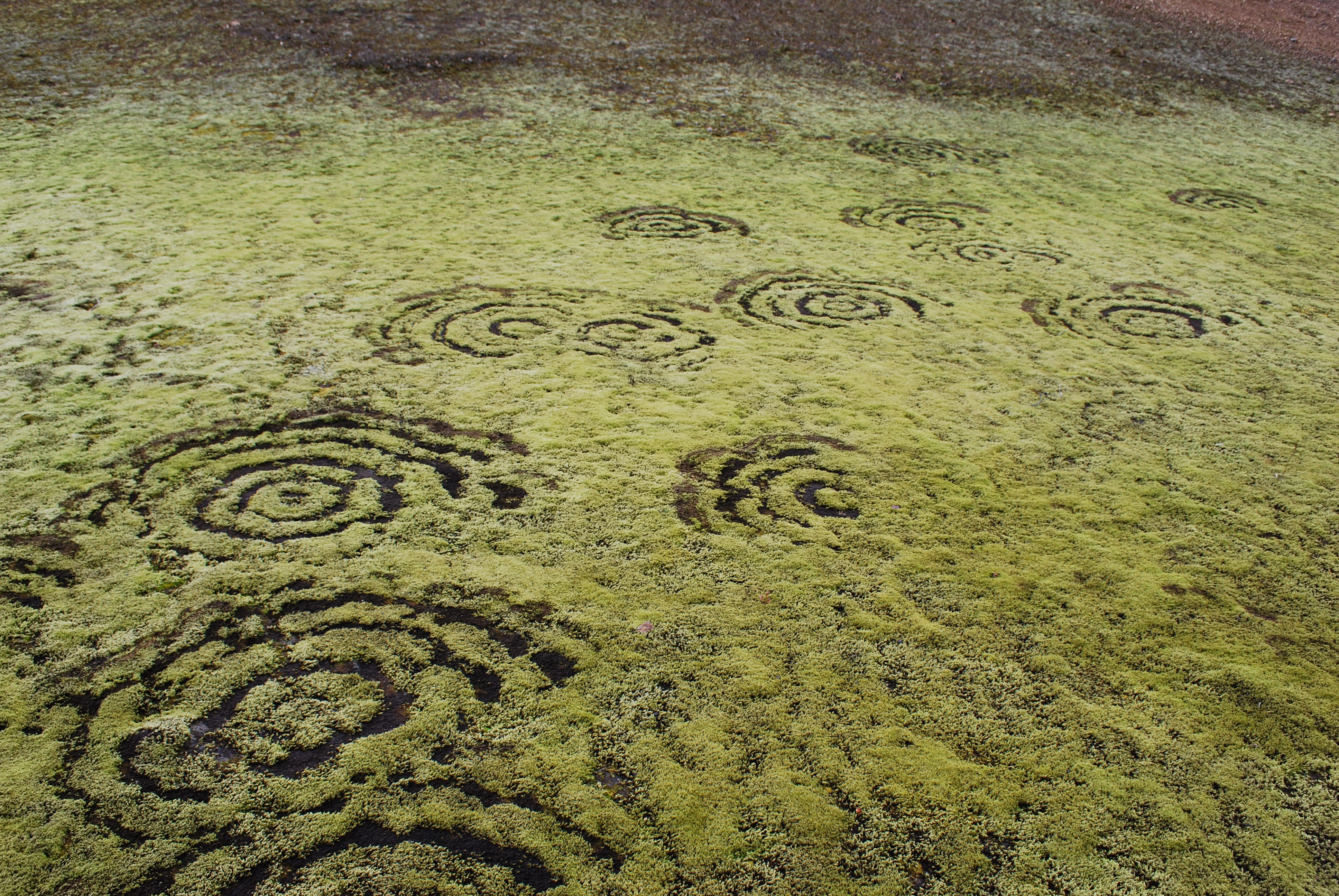
Ronds de sorcières dans la mousse sur la Laugavegur en Islande.
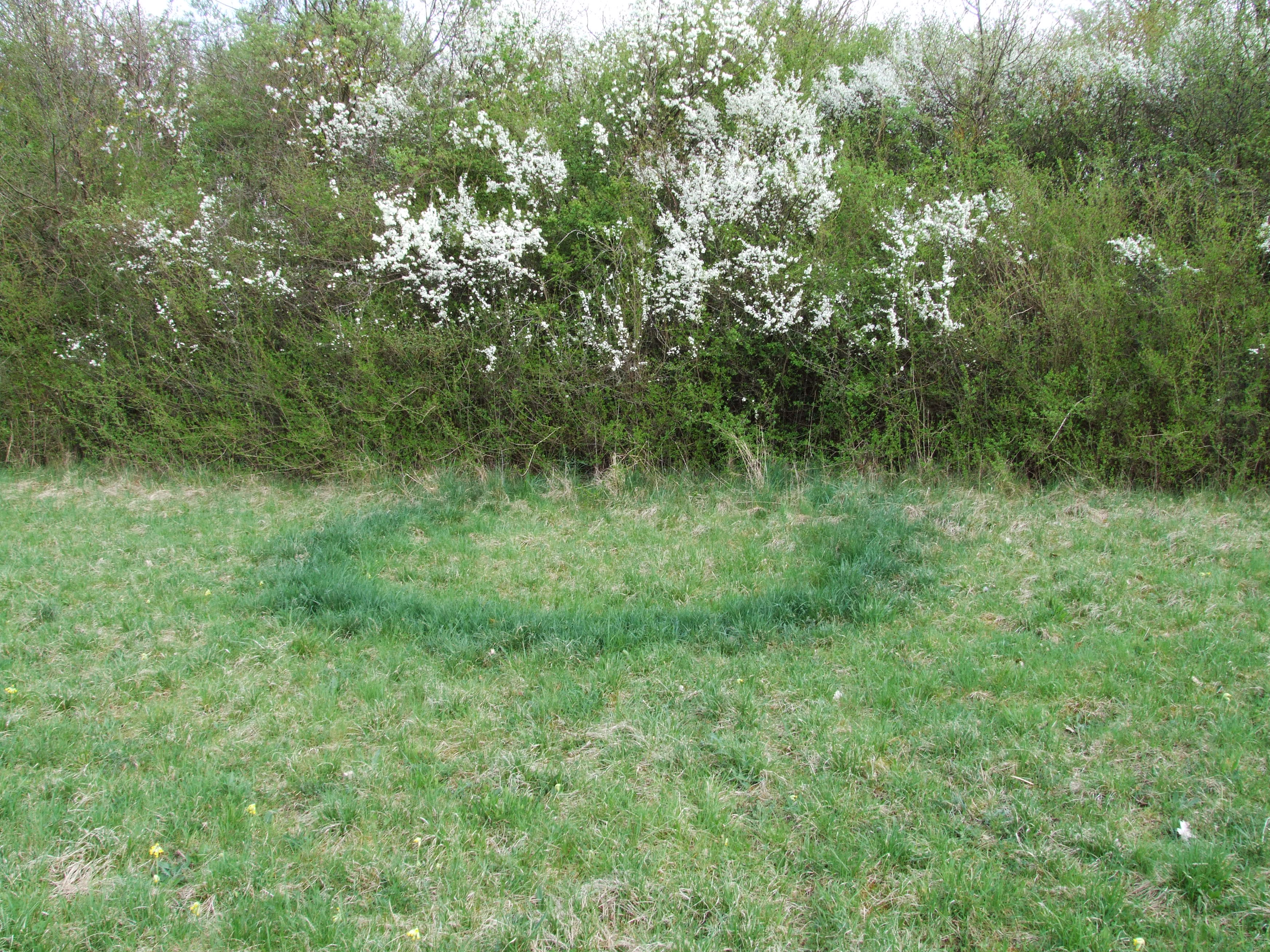
Ronds de sorcières sur une prairie à Niedergailbach.
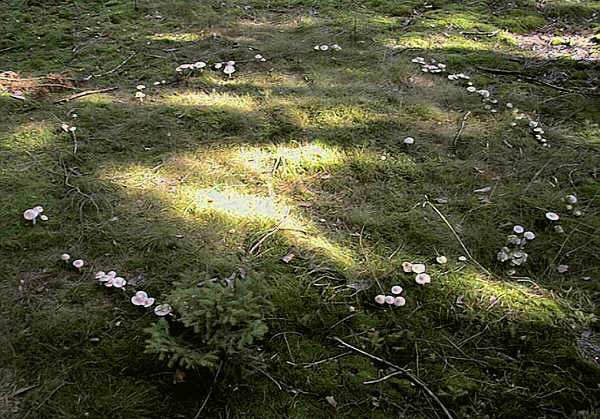
Rond de sorcières.
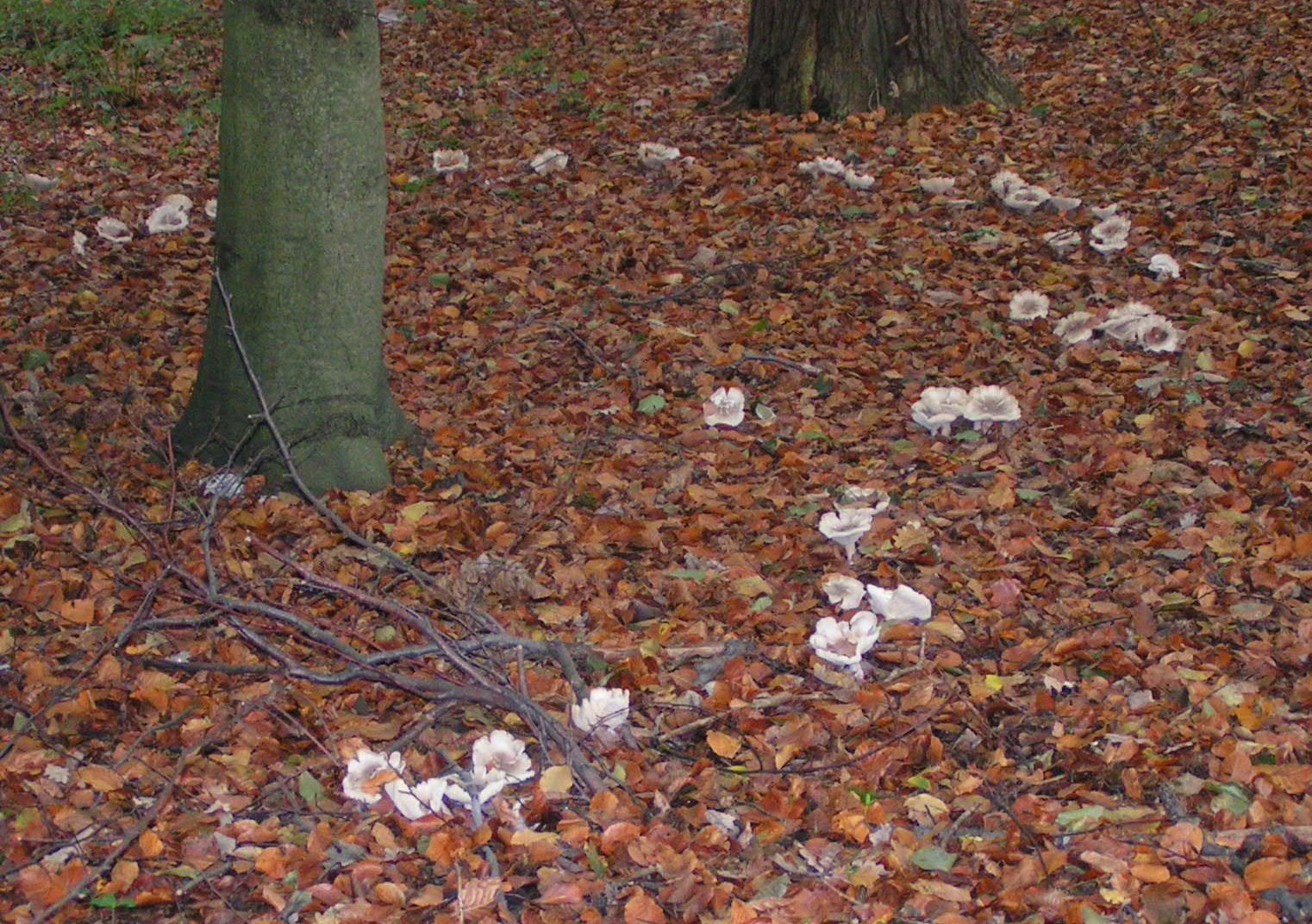
Un « faux cercle », dont le centre est un arbre : le mycélium du champignon suit la progression des radicelles du hêtre.